# Star Wars: The Force Unleashed
Star Wars: The Force Unleashed (englisch für Die Macht entfesselt) ist ein Computerspiel aus dem Genre der Actionspiele, das unter Federführung von LucasArts durch mehrere Studios entwickelt und veröffentlicht wurde. Das Spiel handelt in der Zeit zwischen den Star-Wars-Episoden III und IV und erzählt die Geschichte von Galen Marek, einem Schüler Darth Vaders.
The Force Unleashed erschien am 16. September 2008 in Nordamerika und an den folgenden Tagen in Europa, Australien und Japan für zahlreiche Plattformen. LucasArts erstellte die Fassungen für PlayStation 3 und die Xbox 360. Die Umsetzungen für Wii, PlayStation 2, PlayStation Portable, Nintendo DS, Apple iOS, N-Gage sowie für weitere Mobiltelefone wurden von anderen Studios entwickelt. Im November 2009 wurde The Force Unleashed in einer erweiterten Version unter dem Titel Ultimate Sith Edition erneut für die PlayStation 3, Xbox 360 sowie erstmals für Windows und MacOS veröffentlicht. Im April 2022 wurde das Spiel erneut für die Nintendo Switch überarbeitet und veröffentlicht.
Die Rezeption des Spiels fiel gemischt aus. Einige Kritiker lobten das Spiel für seine Handlung und seine fortschrittliche Technik. Andere kritisierten es für sein zu einfaches und zu wenig durchdachtes Spielprinzip. Dennoch wurde der Titel in mehrere Bestenlisten aufgenommen. Außerdem erhielt er einen Preis der Writers Guild of America.
Mit über sieben Millionen verkauften Exemplaren zählt das Spiel zu den meistverkauften Star-Wars-Titeln. LucasFilm, die Muttergesellschaft von LucasArts, bezeichnete es als das sich am schnellsten verkaufende Spiel.
The Force Unleashed ist Mittelpunkt eines Multimedia-Projekts von Lucasfilm, das neben dem Spiel auch ein Buch, einen Comic und weitere Veröffentlichungen umfasst, die mit dem Spiel und dessen Handlung verknüpft sind.

## Handlung

### Star-Wars-Hintergrund
Die Handlung spielt zwischen den Star-Wars-Episoden Die Rache der Sith und Eine neue Hoffnung. Im erstgenannten Film wandelte Kanzler Palpatine im Rahmen eines Staatsstreichs die Galaktische Republik in eine Diktatur um und ernannte sich zum Imperator. Er wählte den Sith Darth Vader als rechte Hand und beauftragte ihn mit der Jagd auf die Jedi, die den autokratischen Bestrebungen des Kanzlers kritisch gegenüberstanden. Als Palpatine das Imperium ausrief, wurden die Jedi zu Staatsfeinden erklärt und verfolgt.

### Spielhandlung
Das Spiel setzt zu einer Zeit ein, in der das Imperium die meisten Jedi eliminiert hat. Im Rahmen seiner Suche nach den letzten Mitgliedern des Jedi-Ordens reist Darth Vader zum Planeten Kashyyyk. Dort stellt und tötet er den Jedi Kento Marek. Im Anschluss entdeckt Vader Mareks Sohn Galen und bemerkt dessen Machtbegabung. Er beschließt, ihn im Verborgenen zum Schüler auszubilden. Er plant, gemeinsam mit Marek Imperator Palpatine zu stürzen und selbst dessen Stelle einzunehmen. Zunächst setzt Vader ihn jedoch auf überlebende Jedi an. Zur Unterstützung stellt er seinem Schüler, dem er den Namen Starkiller gab, den Trainingsdroiden Proxy, das Schiff Rogue Shadow und die Pilotin Juno Eclipse zur Verfügung.
Nachdem Marek die drei Jedi Rahm Kota, Kazdan Paratus und Shaak Ti ausfindig gemacht und besiegt hat, trifft er sich mit Vader an Bord dessen Schiffs, der Executor. Bei seinem Flug zur Executor wird er allerdings von Spionen des Imperators verfolgt. Dieser reist daraufhin zu Vaders Schiff und fordert ihn auf, seinen Schüler zu töten. Vader kommt dieser Aufforderung zur Überraschung Mareks unmittelbar nach und schleudert Marek aus dem Schiff in den Weltraum. Diesem gelingt es jedoch, den Angriff zu überleben. Er wird von Sanitätsdroiden Vaders gerettet und auf das Forschungsschiff Empirical gebracht. Vader erklärt, dass der Imperator vom Tod Mareks ausgeht und beide deswegen noch gegen Palpatine vorgehen können. Er beauftragt seinen Schüler jedoch mit einer anderen Vorgehensweise: Marek soll die Gegner des Imperators zu einer Rebellenallianz vereinen, um Palpatine abzulenken und dadurch für ein Attentat verwundbar zu machen.
Marek führt daraufhin Anschläge auf imperiale Ziele aus, um Gegner des Imperiums dazu zu bewegen, sich zusammenzuschließen und offenen Widerstand zu üben. Dabei wird er von dem Jedi-Meister Kota unterstützt, der Mareks Attentat überlebt hat. In der Annahme, dass sich Marek von Vader abgewandt hat, unterstützt Kota ihn bei seinen Angriffen auf das Imperium. Ebenfalls baut er Kontakte zu zahlreichen gegen das Imperium gerichteten Widerstandsgruppen auf, um diese zur Zusammenarbeit zu bewegen.
Nachdem Marek eine imperiale Werft über dem Planeten Raxus Prime zerstört hat, organisiert er gemeinsam mit Kota eine Versammlung dreier führender Politiker, Mon Mothma, Garm bel Iblis und Bail Organa, um über die Gründung einer Rebellenallianz zu verhandeln. Dieses Treffen wird durch imperiale Truppen unter der Führung Vaders unterbrochen. Vader schleudert Marek mithilfe der Macht aus dem Saal und lässt die Rebellen verhaften. Nachdem Marek erkannt hat, dass Vader dem Imperator gegenüber loyal ist und er seinen Schüler allein dazu nutzte, ihm die Rebellen auszuliefern, setzt Vader dazu an, ihn zu töten. Mareks Übungsdroide Proxy sorgt jedoch für ein Ablenkungsmanöver, das Marek erlaubt, mithilfe der Rogue Shadow zu fliehen.
Vader hat die Verhafteten inzwischen zum Todesstern, einer imperialen Kampfstation, gebracht, um sie dem Imperator vorzuführen. Marek entschließt sich, sie zu befreien. Dazu reist er zum Todesstern und dringt dort in den Thronraum Palpatines ein. Dort zwingt zunächst Vader seinen ehemaligen Schüler zum Duell. In diesem Zweikampf besiegt Marek Vader. Daraufhin fordert Palpatine ihn auf, Vader zu töten und dessen Platz einzunehmen. An dieser Stelle kann er sich für eine von zwei Optionen, das Spiel zu beenden, entscheiden.
Lehnt Marek die Aufforderung ab, greift er den Imperator an, um den Rebellen die Flucht zu ermöglichen. Nachdem Marek Palpatine besiegt hat, setzt er dazu an, diesen zu töten. Kota hält ihn jedoch davon ab. Dies nutzt Palpatine, um einen letzten Angriff auf die Rebellen auszuführen. Marek wehrt diesen erfolgreich ab, was ihn sein Leben kostet. Die Rebellen, die inzwischen von der Station fliehen konnten, entschließen sich, eine Allianz zu gründen. Sie wählen dabei das Familiensymbol Mareks als Wappen.
Alternativ tötet er zunächst Darth Vader. Als der Imperator ihn nun auffordert, Kota zu töten, weigert er sich und greift Palpatine an. Dieser überwältigt Marek und erschlägt ihn daraufhin mit seinem Schiff, der Rogue Shadow. Jedoch findet sich Marek später in einer lebenserhaltenden Rüstung wieder. Der Imperator erklärt ihm daraufhin, dass er wie früher Vader nun ihm dienen werde.

### Zusätzliche Missionen der PS2-, PSP- und Wii-Fassungen
Die von den Krome Studios entwickelten Versionen für die PlayStation 2, die Wii und die PlayStation Portable beinhalten im Wesentlichen die gleiche Handlung. Sie erweitern diese aber um zusätzliche Missionen.
Dreimal schickt Vader seinen Schüler zu Ausbildungszwecken in den Tempel der Jedi auf Coruscant, jeweils nach seinem Sieg über Kota, Paratus und nach seiner Flucht von der Empirical. Dort wird er von den Geistern der Sith Darth Desolous und Darth Phobos sowie dem Geist seines Vaters angegriffen, die er besiegt.
Nach der Sabotage der Werften über der Welt Raxus Prime begibt sich Marek auf die Suche nach dem Senator Garm Bel Iblis, um ihm für die Rebellion zu gewinnen. Bel Iblis befindet sich zu dieser Zeit in Bedrängnis durch eine Verbrecherorganisation. Marek schaltet den Anführer dieser Organisation aus und verhandelt daraufhin erfolgreich mit Bel Iblis über dessen Beitritt zur Rebellenallianz.

### 1 DLC: Hoth Level
Dieser DLC setzt am „bösen“ Ende an und zeigt eine alternative Geschichte über die Schlacht um Hoth.
Starkiller landet auf dem Eisplaneten Hoth mit dem Auftrag, Luke Skywalker zu töten. Dabei kämpft er sich durch Horden von Wampas und Rebellen. Bis er in den Rebellenhanger kommt und der finale Kampf zwischen Starkiller und Luke entbrennt. In diesem Szenario ist Luke deutlich stärker, kommt jedoch niemals an die Stärke von Starkiller heran. Ab einem bestimmten Zeitpunkt des Gefechts benutzt Luke die dunkle Seite der Macht, wodurch er ein stärkerer Gegner wird. Während des Kampfes kommen auch viele Quick-Time-Events vor. 
Am Ende des Kampfes besiegt Starkiller den jungen Skywalker und nimmt ihm seine Hand. Lukes Freunde können währenddessen fliehen. Doch Luke wird Starkillers Schüler.

### 2 DLC: Jedi-Tempel Level
Dieser DLC handelt während der Geschehnisse im Hauptspiel, als Starkiller mehr über seine Familie erfahren will. Galen Marek (Starkiller) landet bei dem Jedi-Tempel und wird direkt von Sturmtrupplern empfangen. 
Als er sich durch die Hallen des Jedi-Tempels kämpft, kommt er zu einem Holocron von seinem Vater. Als er es öffnet, bekommt er eine Vision, in der er Jedi-Prüfungen bestehen und verschiedene Versionen seines Ich bekämpfen muss.
Am Ende des Kampfes tötet Galen Marek sein böses Ich in der Vision und die Story des DLCs ist beendet.

## Spielprinzip

### Allgemein
Das Kernelement von The Force Unleashed ist die Einzelspieler-Kampagne, die aus einer aufeinanderfolgenden Reihe von kampforientierten Missionen besteht. Diese finden in linear aufgebauten Leveln statt und folgen regelmäßig dem gleichen Ablauf. Mit Ausnahme der Einführungsmission auf Kashyyyk, in der der Spieler die Figur des Darth Vader steuert, übernimmt der Spieler die Rolle von Vaders Schüler Galen Marek.
In jedem Level wird dem Spieler ein Hauptziel vorgegeben, das meist im Ausschalten einer bestimmten Person besteht. Daneben erhält er drei Nebenziele. Zwei davon, das Erreichen eines bestimmten Punktestands und das Sammeln von Holocrons, finden sich in allen Missionen. Diese Holocrons, von denen bis zu 15 in den einzelnen Leveln versteckt sind, stellen Relikte der Jedi dar. Sie enthalten Boni, etwa Aufrüstungsmöglichkeiten für das Lichtschwert der Spielfigur. Das dritte Nebenziel ist ein missionsspezifisches und umfasst meist die Zerstörung bestimmter Objekte.
Der Schwerpunkt von The Force Unleashed liegt auf dem Kampf. Während der Spieler die Level durchquert, stellen sich ihm zahlreiche Gegner in den Weg. Um diese zu besiegen, stehen dem Spieler zwei Waffen zur Verfügung: Sein Lichtschwert und seine Machtbegabung. Das Lichtschwert fungiert als Nahkampfwaffe. Die Machtbegabung der Spielfigur gibt dem Spieler Zugriff auf besondere Kampffertigkeiten. Sie ermöglicht beispielsweise das Greifen von Gegnern oder das Gebrauchen von Objekten als Wurfgeschossen. Machtfähigkeiten kann der Spieler durch Erfahrungspunkte, die er für das Ausschalten von Gegnern oder das Sammeln von Holocrons erhält, kontinuierlich verbessern. Von diesen Fähigkeiten kann er Gebrauch machen, sofern er über genügend Machtpunkte verfügt. Diese werden im Spielverlauf automatisch generiert.
In allen Leveln sind Sith-Holocrons versteckt, die der eigenen Spielfigur temporäre Kampfboni verleihen. Weiterhin erlernt die Spielfigur im Laufe der Kampagne Kombinationsmöglichkeiten einzelner Angriffe. Mit diesen als Combos bezeichneten Manövern kann der Spieler besonders effektive Angriffe ausführen.

### Spielmodi
In den meisten Fassungen des Spiels ist der einzige Spielmodus die Einzelspieler-Kampagne. Die PSP-Version verfügt zusätzlich über drei weitere Spielmodi, Force Duel, Order 66 und Historic Mission. Im erstgenannten Modus kann der Spieler berühmte Kämpfe aus den Star-Wars-Filmen mit bereits freigespielten Charakteren nachspielen. In Order 66 bekämpft er Angriffswellen von Klonkriegern sowie ausgewählte Endgegner aus The Force Unleashed. Der letztgenannte Modus umfasst mehrere Level, die bestimmten Ereignissen aus den Star-Wars-Filmen nachempfunden sind. Außerdem bietet diese Fassung einen Mehrspieler-Modus, in dem sich bis zu vier Spieler duellieren können. Ein solcher Modus ist auch in der Umsetzung für die Wii enthalten. Die Nintendo-DS-Fassung enthält ebenfalls eine Mehrspielerkomponente, die Duelle zwischen zwei Spielern sowie einen Deathmatch-Modus bietet.

### Benutzeroberfläche

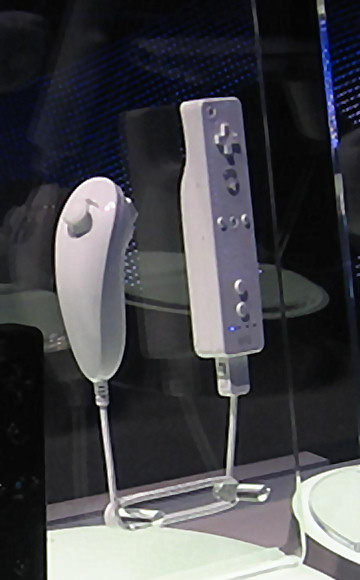
Wii-Fernbedienung und Nunchuk

Das Spiel wird überwiegend aus der Dritten Person gespielt. Die Kamera folgt automatisch der Spielfigur und wird durch deren Bewegung geführt. In finalen Kämpfen der Level nimmt die Kamera eine annähernd starre Vogelperspektive ein, die das gesamte Schlachtfeld zeigt. Wenn der Spieler einen Gegner oder ein Objekt anvisiert, wird dieser beziehungsweise dieses markiert. Anschließend kann er dieses Ziel greifen und durch leichtes Bewegen des Eingabegeräts entweder als Wurfgeschoss gegen andere Gegner verwenden oder hinfortschleudern.
Die Benutzeroberfläche zeigt in den meisten Spielsituationen eine Anzeige mit den aktuellen Trefferpunkten und den Machtpunkten des Spielers sowie eine Karte mit einem Ausschnitt der Spielumgebung, auf der das aktuelle Ziel des Spielers markiert ist.
Die Steuerung der Fassungen für die PlayStation 2 und 3 sowie für die Xbox 360 erfolgt über die jeweiligen Gamepads der Konsolen. Die später erschienene Windows-Umsetzung wird mittels Maus und Tastatur oder Gamepad bedient.
In der Nintendo-DS-Fassung wird die Spielfigur im oberen Bildschirm dargestellt. Im unteren Bildschirm kann der Spieler mithilfe des Touchscreens seiner Spielfigur Angriffsbefehle erteilen. In dieser Version des Spiels ist die Beweglichkeit mit der Macht gegriffener Objekte eingeschränkt. Die Wii-Fassung wird mittels Fernbedienung und Nunchuk gesteuert. Auf der Nintendo Switch kann die von der Wii bekannte Bewegungssteuerung über die Joy-Con genutzt werden. Es ist auch möglich die Joy-Con als normale Controller oder einen Nintendo Switch Pro Controller zu verwenden.
Bei den Fassungen für N-Gage, iOS und für andere Mobiltelefone entfällt die eigenständige Steuerung der Spielfigur, da sich diese selbständig von Szene zu Szene bewegt. Der Spieler steuert lediglich die Kampfaktionen seiner Figur. Bei der iOS-Plattform geschieht dies über kurze Fingerbewegungen auf dem Bildschirm, bei den anderen Plattformen durch die Eingabe von Ziffernfolgen auf der Tastatur. Die Kamera zeigt einzelne Levelausschnitte aus einer starren Position. Sie bewegt sich selbstständig zum nächsten Level weiter, sobald der Spieler im aktuellen Ausschnitt alle Gegner besiegt hat.

## Entwicklungsgeschichte

### Konzept
Die Entwicklung von The Force Unleashed begann im Sommer 2004. Jim Ward, damaliger Vorsitzender von LucasArts, versuchte das mit finanziellen Problemen kämpfende Unternehmen durch neue Projekte wieder zu stabilisieren. Dies wollte er durch die Produktion hochwertiger Spiele erreichen.

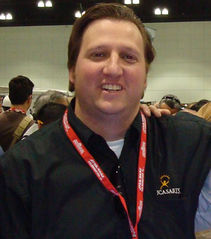
Haden Blackman

Die Produktion von The Force Unleashed wurde von Haden Blackman und Peter Hirschmann geleitet. Blackman war Autor mehrerer Star-Wars-Publikationen und Hirschmann zeichnete unter anderem für mehrere Medal-of-Honor-Titel. Das Entwicklerteam bestand zunächst aus zehn Personen. Ihr Ziel war es, ein Spiel zu kreieren, das eine eigene Geschichte erzählt und wie ein vollwertiger Teil der Star-Wars-Saga wirkt. Als Zielplattformen peilten die Entwickler zunächst die modernen und leistungsstarken Konsolen Xbox 360 und PlayStation 3 an.
Blackman erarbeitete zunächst verschiedene Handlungs- und Spielkonzepte. Diese variierten zum Teil erheblich voneinander. Einer seiner früheren Pläne sah ein reines Kampfspiel vor, in dem der Spieler einen marodierenden Wookie spielen würde. George Lucas, der sich eine Genehmigung des Spiels vorbehalten hat, wies diese Idee jedoch zurück. Sie widersprach den eigenen Zielvorgaben, da das angestrebte Spiel eine schlüssige Handlung und gute Dialoge bieten müsse. Andere Pläne ließen den Spieler die Rolle eines Kopfgeldjägers oder die des Sith Darth Maul übernehmen.
Insgesamt wurden rund 100 Entwürfe konzipiert. Diese engte das Entwicklungsteam auf 20 bis 25 ein, die schließlich im Rahmen von Kundenbefragungen vorgestellt und auf sieben Pläne reduziert wurden. Diese sieben Konzepte, von denen jedes Elemente enthielt, die sich im fertigen Spiel wiederfinden, stellte Blackman Lucas vor, der die Planungen am Spiel fortsetzen ließ.

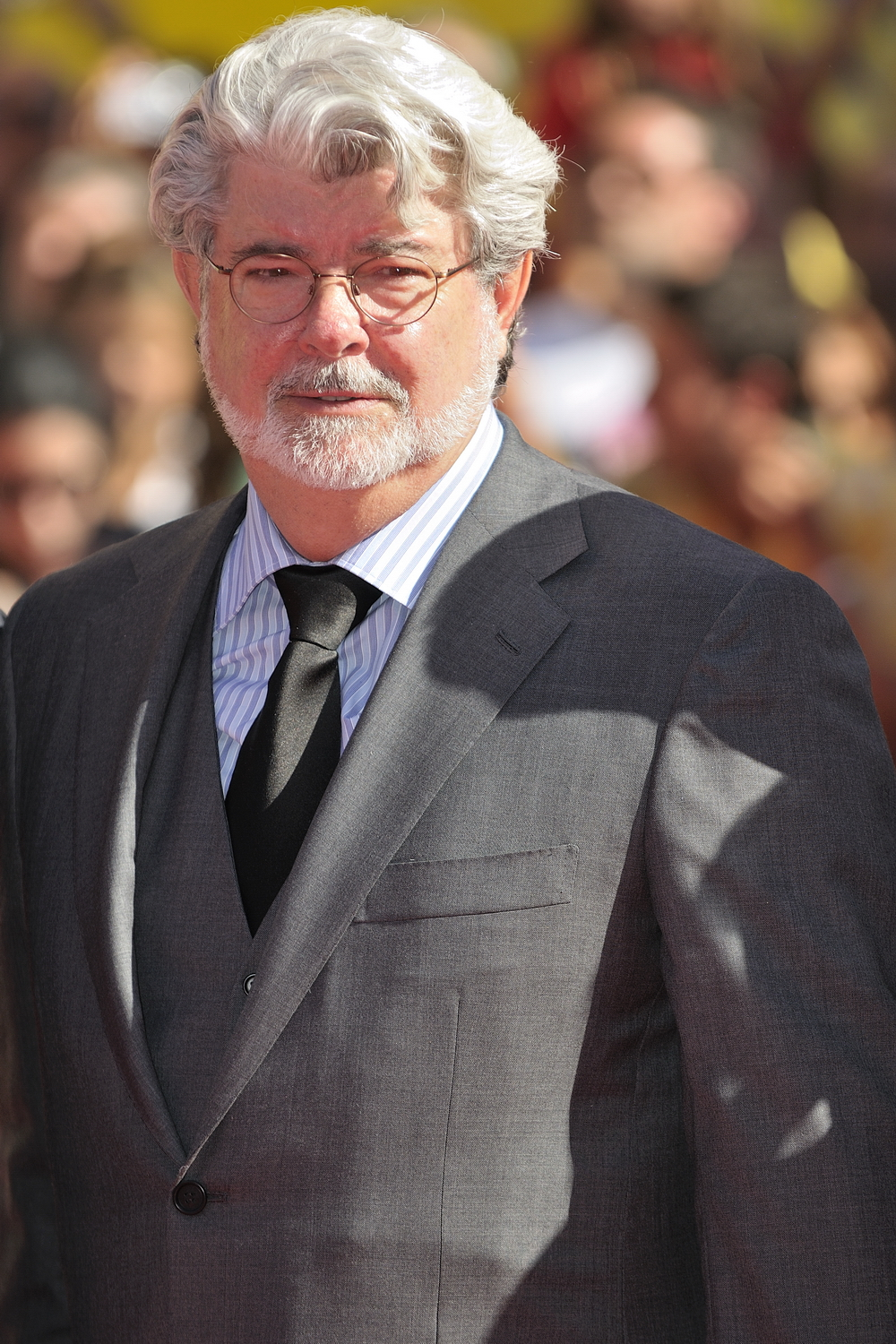
George Lucas

Im Anschluss erarbeiteten die Entwickler einige Konzeptzeichnungen. Blackman bezeichnete die Bedeutung dieser Zeichnungen für den kreativen Prozess als außergewöhnlich groß. Die Zeichner entwarfen Charaktere und Spielsituationen, die die Entwickler versuchten, in das Spielkonzept zu integrieren. In Anlehnung an diese Entwürfe produzierte das Team ein einminütiges Vorschauvideo, das insbesondere die durch fortschrittliche Technologien umgesetzten Machtfertigkeiten der Spielfigur zeigte. Mit diesem Video überzeugten sie Lucas, den Entwurf in Auftrag zu geben. Ihnen wurde dafür ein Budget von rund 20 Millionen US-Dollar zugesichert.
Anschließend erarbeitete Blackman gemeinsam mit einer Arbeitsgruppe innerhalb von sechs Monaten ein detailliertes Skript für die Handlung. Diese wurde in der Zeit zwischen den Episoden III und IV angesetzt und sollte sich näher mit der Geschichte von Darth Vader befassen. Blackman lehnte es dabei ab, eine bekannte Figur wie Vader selbst als Spielfigur zu verwenden, da der Spieler sich mit einer neuen, unbeschriebenen Figur besser identifizieren könne.
Die Wahl der Epoche ging auf George Lucas zurück, der zwischen beiden Filmen das größte Potential für eine Spielhandlung sah. Lucas plante, mit dem Spiel eine Brücke zwischen beiden Trilogien zu schlagen und so ein großes Publikum anzusprechen.

### Entwicklung
Im Sommer 2006 stellte LucasArts auf der Spielemesse E3 in Los Angeles ein kurzes Video vor, in dem einzelne Sequenzen von The Force Unleashed vorgeführt wurden, die einige der im Projekt verwendeten Technologien demonstrierten. Mitte Februar 2007 gab das Unternehmen als voraussichtliches Erscheinungsdatum den November desselben Jahres an.
Zeitweise wirkten bis zu 300 Personen am Spiel mit. Schwierigkeiten bereitete Blackmans Team die Umsetzung des Spiels für zwei Plattformen. Es begann mit der Arbeit an der Version für die Xbox 360, da ihm nur für diese Konsole die nötigen Entwicklungsumgebungen zur Verfügung standen. Software-Unterstützung für die Arbeit an PlayStation 3 erhielt LucasArts erst im Frühjahr 2006. Bis dahin war die Xbox-Version allerdings deutlich vorangeschritten, sodass sie portiert werden musste, was aufgrund der unterschiedlichen Architektur beider Konsolen teilweise mit großen Schwierigkeiten verbunden war.
Das Spiel wurde für weitere Plattformen als die PlayStation 3 und die Xbox 360 entwickelt. Diese Umsetzungen stellte LucasArts jedoch nicht selbst her. Stattdessen wurden verschiedene Studios beauftragt, die Portierungen unter der Aufsicht von LucasArts zu erarbeiten. Das australische Unternehmen Krome Studios produzierte die Fassungen für Wii, PlayStation 2 und PlayStation Portable. Der amerikanische Entwickler N-Space konzipierte die Nintendo-DS-Umsetzung. Das finnische Studio Universomo entwickelte die Fassungen für Apple iOS, N-Gage sowie für weitere Mobiltelefone.
Die Hauptfigur erhielt den Namen Starkiller. Damit spielten die Entwickler auf einen frühen Filmentwurf von George Lucas an, in dem Luke Skywalker, die Hauptfigur der Episoden IV, V und VI, noch Luke Starkiller hieß.

### Technik
Da das Spiel für verschiedene Plattformen realisiert wurde, weisen die einzelnen Umsetzungen von The Force Unleashed teilweise große Unterschiede in der zu Grunde liegenden Technik und in ihrer Bedienung auf. Die Fassungen für Xbox 360 und PlayStation 3 nutzen die von LucasArts neu entwickelte Ronin-Engine. Für die Physiksimulation verwendet The Force Unleashed die Havok-Software.
Eine weitere Technologie, die in The Force Unleashed zum Einsatz kommt, ist die Digital-Molecular-Matter-Technik des Softwarestudios Pixelux. Mithilfe dieser Technologie können beliebige Gegenstände mit ihren physikalischen Eigenschaften simuliert werden. Im Spiel wirkt sich dies bei äußeren Einwirkungen auf eine Sache aus. Sollten beispielsweise gläserne oder hölzerne Objekte beschädigt werden, splittern diese, während sich metallene Gegenstände verformen. Die Besonderheit der DMM-Technik ist, dass sie die Simulation des physikalisch korrekten Verhaltens des Objekts weitgehend automatisiert und dadurch den Entwicklungsprozess erleichtert. Ohne diese Technik wäre es erforderlich, jedem Objekt diese Simulationseigenschaften manuell zuzuweisen.
Ebenfalls nutzt das Spiel die Euphoria-Engine der Firma NaturalMotion, die beispielsweise auch in Grand Theft Auto IV verwendet wurde. Euphoria simuliert bei Figuren Muskeln und ein Nervensystem. Dies soll eine realistische Bewegung von Gegnern ermöglichen, nachdem diese beispielsweise verwundet wurden. Außerdem beinhaltet sie eine künstliche Intelligenz, die das Bewegungsverhalten von Figuren im Kampf steuert. Dazu zählen beispielsweise die Fähigkeit, Wurfobjekten auszuweichen oder sich im freien Fall an geeigneten Objekten, etwa Brückengeländern, festzuklammern.
Schwierigkeiten bereitete den Entwicklern das Herstellen der Kompatibilität zwischen den einzelnen fremdentwickelten Techniken sowie das Finden einer Balance zwischen Realismus und Unterhaltung. LucasArts strebte eine Einstufung als jugendgerecht an, daher vereinfachten sie einige zu real wirkende Effekte wie die Einwirkung von Kräften auf Figuren.

Logo von ILM

LucasArts arbeitete für die Entwicklung des Spiels mit Industrial Light & Magic zusammen, einem auf Filmeffekte spezialisierten Unternehmen von George Lucas. Techniken von ILM nutzten die Entwickler beispielsweise bei der Simulation von Wasser oder von Stoffen. Im Gegenzug erhielt ILM Zugriff auf ihre Engine, die es für die Filmarbeit nutzte.
Für die Aufnahmen der Sequenzen zwischen den Missionen der Kampagne wurde die Motion-Capture-Technik genutzt, die das Studio ebenfalls durch ILM erhielt. Mithilfe dieses Verfahrens wurden Mimik und Gestik der Schauspieler erfasst und vom Computer auf die Spielfiguren übertragen.
Krome Studios konnte nicht auf die von LucasArts verwendeten Technologien zurückgreifen, da diese die Leistungsgrenzen ihrer Zielplattform überschreiten würden. Anstelle von Euphoria nutzten sie das Ragdoll-Verfahren oder vorberechnete Animationen. Auch verzichten sie auf Havok und die Ronin-Engine und nutzen stattdessen die eigenständig entwickelte Merkury3-Engine. Für die Zwischensequenzen griffen die Entwickler nicht auf die Aufnahmen von LucasArts zurück, stattdessen renderten sie sie mithilfe der Spielgrafik.
Für die anderen Umsetzungen war ebenfalls eine weniger anspruchsvolle Technik notwendig. Die von Universomo konzipierten Portierungen für mobile Plattformen verwenden die Cell-Weaver-Technologie, die für die eingeschränkten Steuerungsmöglichkeiten der Zielplattformen optimiert ist.
Fachmagazine spekulierten auch über eine Windows-Umsetzung. Jedoch lehnte LucasArts eine Portierung ab, da das Spiel die Leistungsfähigkeit dieser Plattform überschreiten würde. Diese Entscheidung wurde vielfach kritisiert. Cameron Suey, Produzent der Xbox-360-Fassung, begründete die Ablehnung damit, dass eine Anpassung des Spiels an die Leistungsfähigkeit durchschnittlicher PCs das Spielerlebnis zu sehr beeinträchtigen würde.

### Ton und Synchronisation

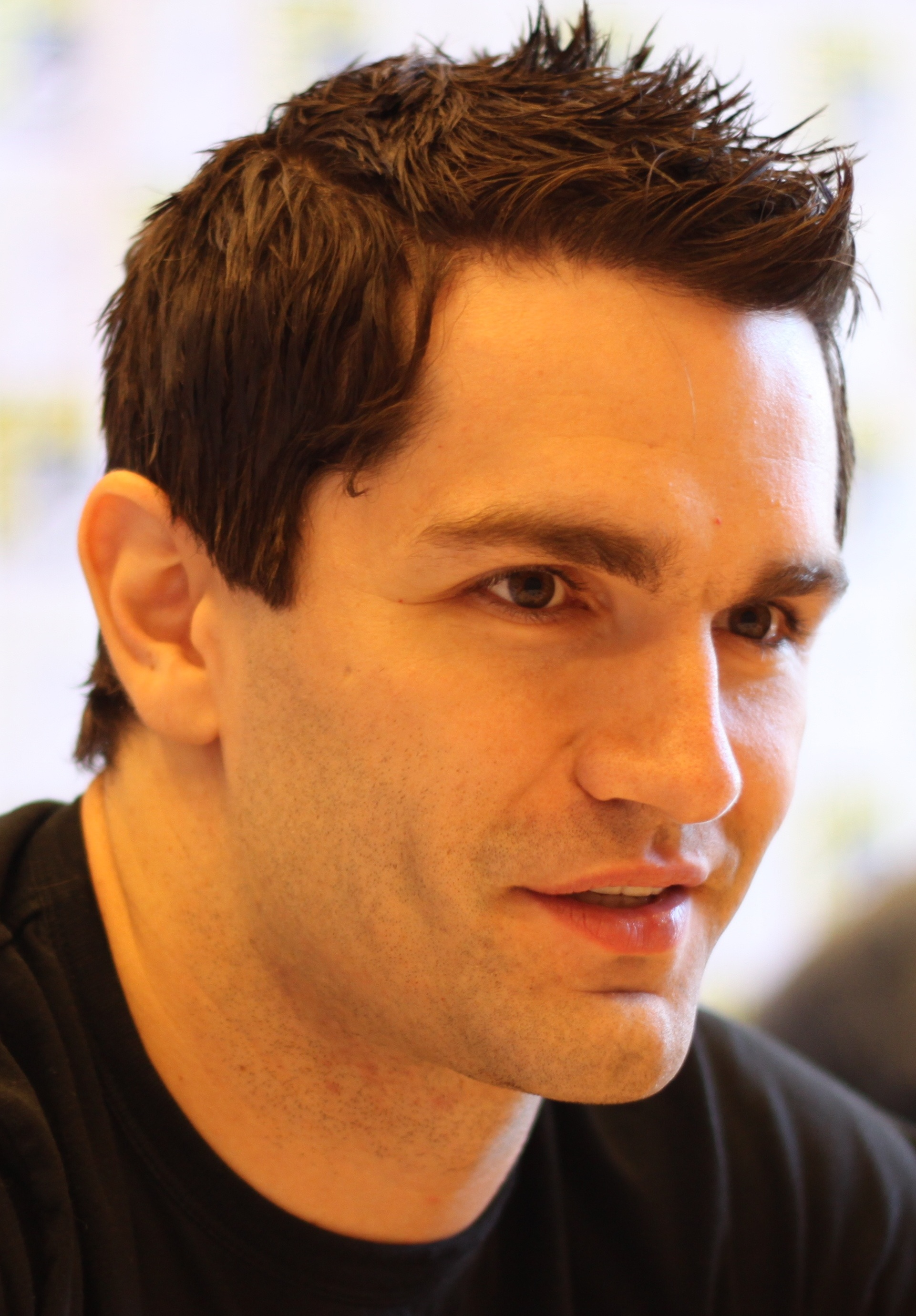
Sam Witwer

Als Komponist der Spielmusik fungierte Mark Griskey, der bereits an der Vertonung des Star-Wars-Spiels Knights of the Old Republic II mitgewirkt hatte. Jesse Harlin, der selbst das Titellied komponierte, leitete die Tonproduktion. Er war in jener Rolle bereits vorher in mehreren Star-Wars-Titeln involviert, so etwa in Republic Commando oder Battlefront II.
Griskey und Harlin griffen auf die Originalstücke der Filme zurück, die von John Williams verfasst worden waren. Insbesondere nutzten sie dabei die Stücke der Star-Wars-Episoden III und IV. Allerdings wurden für das Spiel auch zahlreiche eigenständige Stücke komponiert. Blackman hielt dies für notwendig, da das Spiel weitgehend auf Orte und Figuren aus den Filmen verzichtet.

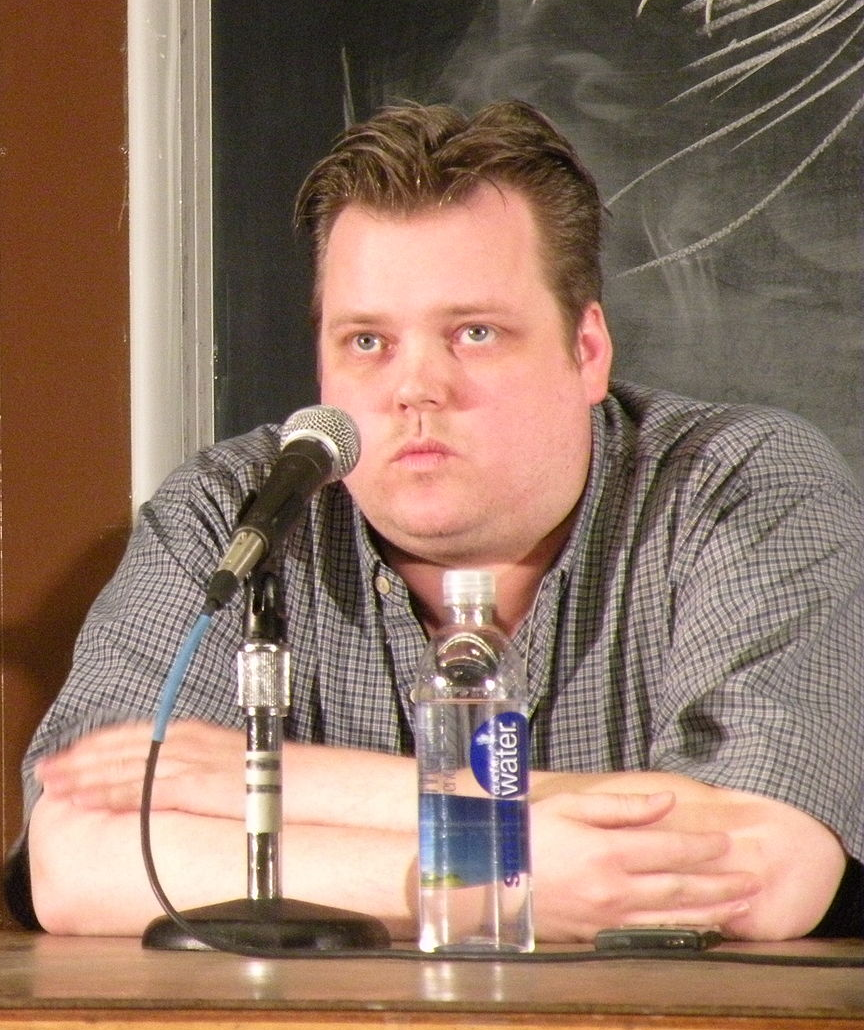
Matt Sloan

Die Spieldauer der Musikstücke des Spiels beträgt rund 90 Minuten. Sie wurden mit 80 Musikern des Skywalker Symphony Orchestra aufgenommen und im Studio Skywalker Sound in Lucas Valley gemischt. Diese Arbeiten dauerten knapp eine Woche. Zusätzlich nahmen die Musiker zahlreiche kurze Sequenzen einzelner Instrumente auf. Diese werden im Spiel von einer von LucasArts und ILM entwickelten Engine anhand von Parametern der aktuellen Spielsituation, etwa durch Bewegungstempo oder durch die Umgebung, ausgewählt, eigenständig kombiniert und im Hintergrund abgespielt.
Für die Vertonung der Charaktere wurden mehrere Schauspieler verpflichtet. Die Hauptrolle synchronisierte der aus mehrere Fernsehserien bekannte Sam Witwer. Laut Blackman fiel die Wahl auf Witwer, da es ihm gelungen sei, trotz kurzer Dialoge die Eindrücke der Figur überzeugend darzustellen. Weitere zentrale Rollen wurden von Matt Sloan und Nathalie Cox vertont.
Die folgende Tabelle gibt einen Überblick über die Sprecher der Hauptrollen und deren Funktion im Spiel:
| Figur               | englischer Sprecher | deutscher Sprecher | Rolle                                     |
| ------------------- | ------------------- | ------------------ | ----------------------------------------- |
| Galen Marek         | Sam Witwer          | Tobias Schmidt     | Hauptfigur, Vaders Schüler                |
| Darth Vader         | Matt Sloan          | Ben Hecker         | Mareks Meister                            |
| Juno Eclipse        | Nathalie Cox        | Svenja Pages       | Mareks Pilotin                            |
| Imperator Palpatine | Sam Witwer          | Friedhelm Ptok     | Herrscher des Imperiums                   |
| Rahm Kota           | Cully Fredricksen   | Eberhard Haar      | Jedi-Meister                              |
| Shaak Ti            | Susan Eisenberg     | Tina Haseney       | Jedi-Meisterin                            |
| Bail Organa         | Jimmy Smits         | Tom Vogt           | Senator, Mitbegründer der Rebellenallianz |
| Leia Organa         | Catherine Taber     | Christine Pappert  | Senatorin                                 |
| Proxy               | David Collins       | Fabian Harloff     | Mareks Trainingsdroide                    |

## Veröffentlichung

### Markteinführung und Erweiterungen
In Nordamerika erschien The Force Unleashed für alle Plattformen am 16. September 2008. Auf dem australischen Markt wurde das Spiel einen Tag und auf dem europäischen drei Tage später veröffentlicht. Am 9. Oktober erschien The Force Unleashed auch auf dem japanischen Markt. Vermarktet wurde das Spiel von LucasArts auf allen Märkten mit Ausnahme des japanischen. Dort fungierte Activision Blizzard als Publisher.
Nach der Veröffentlichung von The Force Unleashed gab LucasArts mehrere Erweiterungspakete heraus, die die Spieler per Download kostenpflichtig erwerben konnten. Bereits Ende September 2008 kündigte die Firma an, dass zwei Erweiterungen für die Fassungen für Xbox 360 und PlayStation 3 in Entwicklung seien, die das Spiel um neue Kostüme und eine Mission ergänzen. Die erste Erweiterung erschien am 14. November 2008 und konnte über Xbox Live und das PlayStation Network heruntergeladen werden. Der zweite Zusatzinhalt wurde knapp drei Wochen später am 4. Dezember herausgegeben. Es fügte einen Level hinzu, der auf Coruscant spielt. Dieser Level basiert auf den drei Jedi-Tempel-Missionen, die in den von Krome entwickelten Fassungen enthalten sind. Der Level war anfänglich auch für die Verkaufsversionen der anderen Fassungen geplant, wurde aber später annulliert. Am selben Tag gab LucasArts eine dritte Erweiterung heraus, die weitere alternative Modelle für den Hauptcharakter hinzufügte.
Im Juli 2009 kündigte das Unternehmen auf der San Diego Comic-Con einen weiteren Zusatzlevel an. Dieser Level knüpft an das Ende der Handlung von The Force Unleashed an, in der Starkiller Vader tötet und fortan dem Imperator dient. Er wird zur Zeit von Krieg der Sterne, der IV. Star-Wars-Episode auf Tatooine entsandt, um die Droiden R2-D2 und C-3PO, die über die Baupläne des Todessterns verfügen, zu finden. Hierzu begibt er sich zum Palast von Jabba the Hutt sowie nach Mos Eisley und konfrontiert Boba Fett und Obi-Wan Kenobi.
Außerdem plante LucasArts die Veröffentlichung einer umfangreichen Erweiterung für The Force Unleashed. Diese erschien im November desselben Jahres unter dem Titel Ultimate Sith Edition, allerdings zunächst nur in Nordamerika. In Europa erschien die Erweiterung am 17. Dezember desselben Jahres. In Australien verzögerte sich die Veröffentlichung bis zum 16. April 2010. Die Ultimate Sith Edition umfasst das Grundspiel, alle bisher erschienenen Erweiterungspakete, eine weitere zusätzliche Spielumgebung sowie eine Portierung für Windows und MacOS. Der neue Level spielt zur Zeit von Das Imperium schlägt zurück. Starkiller nimmt dabei an der Stürmung der Rebellenbasis auf Hoth teil.
Im April 2022, fast 10 Jahre nach der ursprünglichen Veröffentlichung des Spiels veröffentlichte der Publisher Aspyr das Spiel für die Nintendo Switch erneut. Aspyr Media trat bereits für die Windows und Mac Versionen als Publisher auf. Die Portierung für die Nintendo Switch basiert auf der Fassung für die Wii. Dabei wurden neben der Anpassung an die neue Konsole und deren Eingabegeräte nur unwesentliche Änderungen vorgenommen.

### Verkaufszahlen
In der ersten Verkaufswoche wurden von The Force Unleashed über eine Million Kopien verkauft. Im Februar 2009 bezeichnete LucasFilm den Titel als das sich am schnellsten verkaufende Star-Wars-Videospiel aller Zeiten.
Der Großteil der verkauften Kopien entfiel auf den US-amerikanischen Markt. Dort wurden bis Ende September gemäß einer Erhebung der NPD Group 1,417 Millionen Exemplare verkauft. Davon entfielen 610.000 Stück auf die Xbox-360-Version. Es folgten die PlayStation-3-Umsetzung mit 325.000 und die Wii-Fassung mit 223.000 Einheiten. Mit diesen Fassungen war The Force Unleashed dreimal in den plattformübergreifenden Top 10 der meistverkauften Software des Monats September in den USA vertreten.
In Großbritannien wurden bis Ende September rund 320.000 Einheiten abgesetzt. Damit belegte das Spiel für mindestens zwei Wochen den ersten Platz in den britischen All-Formats-Verkaufscharts. In Australien erreichte The Force Unleashed laut einer Statistik der Gesellschaft für Konsumforschung ebenfalls die Spitze der plattformübergreifenden Verkaufscharts. In den plattformspezifischen Rangfolgen belegten die Fassungen für Xbox 360, PlayStation 3, PlayStation 2 und PlayStation Portable jeweils den ersten Platz. Die Umsetzung für die Wii erreichte den zweiten, die für den Nintendo DS den achten Rang.
Im Februar 2009 meldete LucasFilm, dass die Zahl der verkauften Exemplare auf 5,7 Millionen gestiegen ist. Bis Mitte 2009 wurden von dem Spiel sechs Millionen Einheiten verkauft. Im Februar 2010 meldete LucasArts, dass von The Force Unleashed bislang über sieben Millionen Exemplare abgesetzt wurden.
Schätzungen zufolge wurden bis zum 1. August 2015 2,7 Millionen Exemplare der Xbox-Fassung abgesetzt. Es folgten die Umsetzung für die PlayStation 3 mit rund 2,16 Millionen. Von der Wii-Fassung wurden circa 1,85 Millionen verkauft. Auf die PlayStation-2-Portierung entfielen 1,25 Millionen. Von der PlayStation-Portable-Fassung wurden 1,07 Millionen Kopien verkauft. Die Version für den Nintendo DS wurde etwa 870.000 Mal verkauft.

## Rezeption

### Vorschauberichte
Über The Force Unleashed wurde bereits vor der Veröffentlichung ausführlich berichtet. Im Vordergrund stand dabei neben Spekulationen über die Handlung die von LucasArts oft beworbene, zugrundeliegende Technologie.
Jeremy Dunham vom Online-Magazin IGN beschrieb die im Rahmen einer Technik-Vorführung gezeigten Sequenzen als eindrucksvoll und vielversprechend. Die in den Fassungen für Xbox 360 und PlayStation 3 verwendeten Euphoria Engine und Digital Molecular Matter seien in der Lage, ein spektakuläres Spielerlebnis zu bieten. Auch Jason Ocampo von GameSpot bewertete die Technik, die hinter The Force Unleashed steht, als überzeugend. In Kombination mit detailliert ausgearbeiteten Spielumgebungen entfalten diese ihr Potential und bieten dem Spieler außergewöhnlich viel Abwechslung.
Bei der Vorführung des Spiels auf der E3 2008 bezeichnete IGN The Force Unleashed als einen der vielversprechendsten Titel der Spielemesse.

### Rezensionen
The Force Unleashed erhielt von der Fachpresse durchschnittliche Wertungen. Die Online-Datenbank Metacritic, die Testberichte sammelt und auswertet, errechnete Durchschnittswertungen für die einzelnen Versionen zwischen 65 % und 73 %. Etwa gleich schnitten die Fassungen für die PlayStation 3, die Xbox 360, die Wii und die PlayStation Portable mit 70 bis 73 erreichten Punkten ab. Schwächere Wertungen erhielten die Umsetzungen für die PlayStation 2 und für Windows mit 65 und 68 Punkten. Die schwächsten Wertungen erhielt im Schnitt die Nintendo-DS-Version, für die Metacritic eine Metawertung von 61 Punkten errechnete.

#### Spielkonzept
Chris Roper von IGN lobte, dass das Spiel unter den bisherigen Star-Wars-Titeln deutlich heraussteche. The Force Unleashed sei einer der besten Titel seit langem. Das Spielkonzept sei zwar einfach aufgebaut, die Kampfkraft der Spielfigur sorge jedoch für ein unterhaltsames und abwechslungsreiches Spielerlebnis. Dabei schade es auch nicht, dass die Balance des Spiels aufgrund der regelmäßig deutlich überlegenen Figur des Spielers nicht stimmig ist.
Johnny Minkley von Eurogamer kritisierte dagegen den häufigen Gebrauch von Quick-Time-Events. Dies sind kurze Tastenfolgen, die die Darstellung einer aufwendig animierten Szene, in der die Spielfigur einen stärkeren Gegner niederstreckt, auslösen. Dies passe nicht zu den ansonsten sehr flexiblen Kampfmechaniken des Spiels.
Seth Schiesel von der New York Times bezeichnete das Spielprinzip insgesamt als mäßig. Es biete zu wenig Abwechslung und Anspruch, da die Level meist nach dem gleichen, linearen Muster ablaufen. Laut dem Spiegel habe das Spiel seine besten Szenen am Anfang, auf Dauer werde es jedoch schnell eintönig. Kalle Hofmann von Gamereactor beklagte, dass sich diese Monotonie auch in der Gestaltung der Spielumgebungen widerspiegle.
Giancarlo Varanini von 1Up.com schrieb, dass das Konzept inkonsequent umgesetzt sei. Dem Spieler stehen zwar vielfältige Machtfertigkeiten für Kämpfe zur Verfügung, gegen viele Gegner sind diese allerdings wirkungslos. Daher falle das Spiel zu oft auf das Niveau eines simplen Nahkampfspiels zurück. Sterling McGarvey von GameSpy bemängelte, dass wichtige Spielfunktionen unzureichend dokumentiert seien. Enttäuschend sei die Spielmechanik der Fassung für Mobiltelefone. Indem die Herausforderung für den Spieler darauf reduziert wird, Angriffsbefehle zu erteilen, werde das Spiel schnell eintönig.

#### Handlung
Roper lobte, dass die Handlung mithilfe von Zwischensequenzen anschaulich präsentiert wird. Da sie aber den Hauptteil des Spiels ausmache, sei sie deutlich zu kurz. So lasse sich das Spiel in acht bis zehn Stunden durchspielen. Brian Crecente von Kotaku beschrieb sie als zentralen Motivationsfaktor des Spiels. Kautz sprach von einer herausragenden Inszenierung der Handlung und der Charaktere. Benjamin Jakobs von Eurogamer bezeichnete die Handlung als insbesondere für Kenner der Star-Wars-Filme wertvoll, sie sei ein spannender Brückenschlag zwischen den Episoden III und IV. Auch Minkley lobte die Handlung als mitreißend, lebhaft und überraschend. Sie warte auch mit gut geschrieben und einprägsamen Figuren auf. Laut Joseph Szadkowski von der Washington Post übertreffe die Qualität der Erzählung die Star-Wars-Episoden I bis III.
Jesse Schedeen von IGN zählte die Hauptfigur Starkiller zu einer der besten Kampfspiel-Figuren. Er lobte, dass die Entwickler mit ihm eine Figur kreiert hatten, die im Laufe des Spiels einen inneren Wandel durchläuft. Laut David Meikleham von Gamesradar sei die Figur allerdings uninspiriert gestaltet worden. Die Figur steche optisch und charakterlich nicht aus den übrigen Star-Wars-Charakteren heraus. Locke Webster von UGO Networks lobte Witwers Sprecherleistung.

#### Technik
Lob erhielten die Entwickler für das Nutzen aufwändiger Techniken wie Euphoria oder Digital Molecular Matter. Roper schrieb, dass deren Einbindung für das Spiel vorteilhaft sei. Jedoch seien beide Technologien stellenweise spürbar zu selten eingesetzt worden. Insbesondere DMM komme nur bei ausgewählten Objekten zum Einsatz, was dem durch die Technologie ermöglichten Realismus wieder einschränke. Störend seien auch die Menüs, zu deren Darstellung zu lange Ladezeiten erforderlich sind.
Kevin VanOrd von GameSpot lobte die leistungsfähige Physik-Engine von The Force Unleashed. In Verbindung mit den relativ offen gestalteten Leveln erlaube sie dem Spieler, seine Gegner auf vielfältige und optisch spektakuläre Art mithilfe zahlreicher Gegenstände der Spielumgebung zu bekämpfen. Die dazu erforderliche Zielmechanik wurde jedoch vielfach als ungenau und unpräzise kritisiert. Paul Kautz von 4Players schrieb, dass sich Objekte nur sehr umständlich als Geschosse nutzen lassen. Häufig ergreife man falsche Gegenstände oder schleudere sie auf falsche Ziele. Gelungen sei die Zielerfassung allerdings auf der Wii-Portierung. Mark Bozon von IGN lobte, dass Krome die Spielmechaniken in überzeugender Weise an die Eingabegeräte der Wii angepasst hat. An der Fassung für den Nintendo DS bemängelte Matt Casamassina von IGN, dass sie sich nur mit dem Stylus wirklich präzise bedienen lasse. Phil Theobald von GameSpy bezeichnete die Steuerung in dieser Umsetzung als enttäuschend.
Ähnlich wie die Zielmechanik wurde die Kameraführung als misslungen kritisiert. Dies betreffe alle Fassungen des Spiels. Insbesondere in engen Gebieten bewege sich die Kamera ungeschickt, wodurch Übersicht verloren gehe. McGarvey bemängelte dieses Problem auch bei den Kämpfen gegen Endgegner.
Die Bewertung der Grafikleistung des Spiels variierte zwischen den einzelnen Plattformen. Überzeugend sei sie bei der Fassung für die Xbox 360. Jakobs lobte die beeindruckenden Lichtverhältnisse: Hier bemerke man beim Spielen die Kooperation zwischen LucasArts und ILM. Die PlayStation-3-Version sei zwar technisch annähernd gleichwertig, allerdings weise sie einige Grafikfehler auf. Auf den von Krome entwickelten Fassungen für PlayStation 2, PlayStation Portable und Wii wirke der Titel dagegen grafisch allenfalls durchschnittlich. Auf dem Nintendo DS leide das Spiel an vielen Stellen unter Grafikrucklern.
Auch die künstliche Intelligenz leide unter einigen Fehlern. Kautz bemängelte den zu geringen Schwierigkeitsgrad, den die Gegner bieten. Er verglich ihre Kampffertigkeiten mit Moorhühnern. Hofmann bezeichnete die künstliche Intelligenz als stumpf.
Die Vertonung des Spiels wurde durchgehend als sehr gut bewertet. Sowohl die Originalstücke von Williams als auch die für das Spiel komponierten Stücke zeuge von hoher Qualität. Szadkowski bezeichnete die Spielmusik als einen Höhepunkt des Spiels. Kautz lobte die Toneffekte als passend. Ebenso gut sei die Synchronisation gelungen, insbesondere in der englischen Originalfassung. Auf dem Nintendo DS sei jedoch die hohe Kompression der Musikstücke wahrnehmbar. An der Telefonfassung enttäusche, dass die Sprachaufnahmen durch reine Textmeldungen ersetzt wurden. Dadurch verliere das Spiel viel an Atmosphäre.

#### Ultimate Sith Edition
Die Erweiterung wurde häufig dafür kritisiert, zu wenig Neuerungen zu bieten. So lobte Roper zwar, dass die neuen Level gelungen seien, mit drei Leveln und einigen neuen Kostümen sei die Erweiterung jedoch recht knapp geraten.
Die PC-Fassungen wurden überwiegend als nicht ausgereift aufgefasst. Jakobs kritisierte, dass die Entwickler die Steuerung nur unzureichend angepasst hätten. So sei es noch mühsamer als bei den Konsolenfassungen, mithilfe der Machtfähigkeiten Objekte als Geschosse zu nutzen, da die Kombination aus Tastatur und Maus mehr als unpräzise sei. Auch VanOrd bemängelte, dass die Umsetzung eine mäßige Qualität habe. Sie kämpfe mit einbrechenden Bildwiederholungsraten und anderen technischen Problemen. Mangelnde Einstellungsmöglichkeiten und eine umständliche Menüführung zeigen deutlich den Ursprung als Konsolenspiel. Auch die Grafik wirke im Vergleich mit anderen PC-Titeln rückständig. Die Zeitschrift PC Games bezeichnete die Umsetzung als lieblos verwirklicht.

### Auszeichnungen
Die Time bewertete The Force Unleashed als einen der Höhepunkte des Jahres 2008. Darüber hinaus erhielt es von der Writers Guild of America 2009 eine Auszeichnung für seine Handlung. Ebenfalls wurde das Spiel für eine Auszeichnung der International Film Music Critics Association in der Kategorie der besten Spielmusik nominiert. Diese Auszeichnung verlor der Titel jedoch an Age of Conan.
Allerdings wurde das Spiel auch auf einigen Negativlisten prämiert. Entertainment Weekly listete es als einen der schlechtesten Titel des Jahres 2008. Bei GameTrailers gewann der Titel die Auszeichnung des enttäuschendsten Spiels des Jahres.

## Begleitmedien

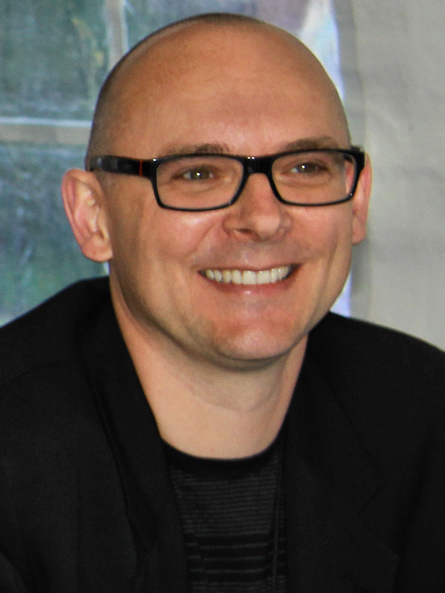
Sean Williams

Der australische Schriftsteller Sean Williams verfasste zum Spiel einen gleichnamigen Roman, der der Spielhandlung folgt und sie in etwas ausführlicherer Weise wiedergibt. Dieser erschien im Juli 2008 auf Deutsch beim Panini-Verlag. Die englische Ausgabe, die von Del Rey herausgegeben wurde, folgte einen Monat später. In den USA verkaufte sich der Roman über 100.000 Mal und wurde in den Bestseller-Liste von Publishers Weekly und der New York Times geführt.
Ebenfalls erschien Mitte August 2008 ein Comic zum Spiel, der dessen Handlung nacherzählt. Er wurde von Haden Blackman geschrieben und von Brian Ching und David Ross gezeichnet.
Zu dem Star-Wars-Rollenspiel von Wizards of the Coast erschien eine Ergänzung, die auf der Handlung von The Force Unleashed aufbaut. Daneben wurden ein Lego-Modell der Rogue Shadow sowie eine Figurenserie von Hasbro auf den Markt gebracht.

## Nachfolger

Logo von The Force Unleashed II

Am 12. Dezember 2009 gab LucasArts im Rahmen der Video Game Awards die Entwicklung des Nachfolgers Star Wars: The Force Unleashed II bekannt. Dieser ist am 26. Oktober 2010 in Nordamerika und am 28. Oktober in Deutschland erschienen.
Der Spieler übernimmt die Rolle eines Klons von Vaders ehemaligem Schüler Starkiller. Nach Starkillers Tod im Vorgänger wurde er von Vader geklont, damit dieser ihm erneut als Attentäter dient. Dazu trainiert Vader den Klon auf dem Planeten Kamino. Während einer Prüfung Vaders weigert er sich jedoch, ein Abbild von Mareks Geliebten Juno zu töten. Bevor Vader ihn wegen seines Versagens töten kann, flüchtet er aus der Kloneinrichtung und begibt sich auf die Suche nach General Kota, der ihn zu Juno führen soll.
In spielerischer Hinsicht ergeben sich nur geringe Unterschiede zum Vorgänger. Eine Neuerung ist der Herausforderungsmodus, der dem Spieler neben der Kampagne verschiedene Wett- und Geschicklichkeitsläufe gegen die Zeit bietet. Die Wii-Version verfügt im Gegensatz zu den anderen Versionen zusätzlich über einen Mehrspieler-Modus.
Kritiker bemängelten, dass sich The Force Unleashed II innerhalb weniger Stunden durchspielen lasse. Es sei zu kurz und zu einfach. Auch die Handlung sei nicht überzeugend. Im Vergleich mit anderen Actionspielen sei der Titel daher enttäuschend. Gelobt wurde dagegen die Optik der Spielumgebungen.